# エイリアン:ロムルス
『エイリアン：ロムルス』（原題：Alien: Romulus）は、2024年公開のSFホラー映画。『エイリアン』シリーズのスピンオフ映画。フェデ・アルバレス監督、リドリー・スコット製作。
『エイリアン』と『エイリアン2』の間の時代を舞台としている。

## あらすじ
西暦2142年、『エイリアン』の終盤において爆破された「ノストロモ号」の残骸付近の宇宙空間から、無人探査機が生命体の繭のようなものを持ち帰る。研究者に切開された繭の内部には、エイリアンが休眠していた。
ジャクソン星のウェイランド・ユタニ社所有鉱山で働くレイン・キャラダインは、旧型アンドロイドのアンディと共に暮らしていた。レインは遠方のユヴァーガ第三惑星への移住を切望していたが、終わったはずの労働契約期間が更に延長されてしまう。
レインに元恋人のタイラーが、ジャクソン星の周回軌道上に放棄されたユタニ社の宇宙船へと侵入し、冷凍休眠装置を盗み出して休眠しながらユヴァーガ星へ逃亡する計画を持ち掛ける。計画にはシステムにハッキングが行えるアンディがどうしても必要で、レインにも同行を求めたのだった。レインは計画に同意し、アンディ、タイラーとその妹ケイ、タイラーの従弟ビヨン、その恋人でパイロットのナヴァロの6人で宇宙貨物船「コーベランIV」に乗り込み、宇宙へと飛び立っていく。
放棄されたユタニ社の宇宙船、ロムルスとレムスの2区画で構成されている宇宙研究施設「ルネサンス」への到着目前、ルネサンスが36時間後にジャクソン星の衛星環と衝突する事が判明する。レムスで冷凍休眠装置を発見するが、冷凍状態だったフェイスハガーを解凍していしまい、襲撃される。ナヴァロ、ビヨンがフェイスハガーとの戦いで死亡し、タイラー、レイン、アンディはロムルス最下層の研究施設へたどりつく。そこにはエイリアンの生体から抽出された体液と人間のDNAを配合させた黒い液体状のサンプル「Z-01」があった。3人は、保管されていた銃を手にエイリアンの巣と化していた脱出ルートの突破を図り、途中で繭に閉じ込められた瀕死のケイを救出する。タイラーの自己犠牲もあって、レイン、アンディ、ケイはどうにかコーベランIVへの帰還を果たす。コーベランIVがロムルスから脱出した後、ルネサンスは衛星環に衝突し、崩壊していった。
負傷していたケイを先に冷凍休眠装置に収容し、レインとアンディも冷凍休眠する準備をしていると、ケイの入っている装置が生命の危機を示すアラートを発し始めた。ケイは苦しみながら産気づいていた。ケイはコーベランIVへ帰還している時に、死から逃れようと自らZ-01を注射してしまっていたのだ。妊娠中だったケイは胎児にエイリアンの遺伝子が混ざり、人間とエイリアンのハイブリッド「オフスプリング」を誕生させてしまった。急成長を遂げて巨体となったオフスプリングはアンディを破壊し、生みの親であるケイの母乳や体液を吸い尽くして殺害するが、レインの機転と奮闘により貨物コンテナごと宇宙空間へと放出されていった。
唯一の生存者となったレインは、改めてユヴァーガ星へ到着するためのコーベランIVの自動操縦をセットし、いずれアンディを必ず修復するとの意志を航海日誌に記してから、ようやく冷凍休眠に入った。コーベランIVは、目的地のユヴァーガ星を目指して飛び去っていった。

## 登場人物 / キャスト
レイン・キャラダイン
演 - ケイリー・スピーニー、日本語吹替 - 戸松遥
本作の主人公。劣悪の環境下にあるジャクソン星の鉱員の20歳の女性。両親は既に亡くなっている。
アンディ
演 - デヴィッド・ジョンソン、日本語吹替 - 内田雄馬
ウェイランド・ユタニ社製の旧型アンドロイドで、レインからは弟として扱われている。正式名称はND-255。親父ギャグを好む口癖がある。
レインの亡父によって修理された後、彼女にとって最善となる行動を第一目標としてプログラムされている。ルークによれば、元々植民地惑星開拓のために開発された古いモデルであり、動作不良が非常に多く、レインによってしばしば回復されている。
AI更新によって、一時期ルークの指揮下に入っていた。
タイラー
演 - アーチー・ルノー、日本語吹替 - 石川界人
レインの元恋人で、同じくジャクソン星の労働者。パルスライフルの扱いをレインに教えているが、タイラー曰く「ゲームと雑誌で覚えた」とのこと。
ケイ
演 - イザベラ・メルセード、日本語吹替 - 内田真礼
タイラーの妹で、兄やレインらとともにジャクソン星から逃亡する。父親の分からない子供を身籠っており、時々悪阻で苦しんでいるが、タイラーには秘密にしている。
ビヨン
演 - スパイク・ファーン、日本語吹替 - 畠中祐
採掘場で働くタイラーの従弟。ナヴァロとは実の家族のような関係。
かつて最愛の母をアンドロイドによって見殺しにされた過去を持つため、アンディには終始厳しく当たっている。
ナヴァロ
演 - アイリーン・ウー、日本語吹替 - ファイルーズあい
スキンヘッドが特徴のアジア系女性。テクノロジー全般に詳しく、宇宙船の操縦を担当する。ビヨンを実の兄のように慕っている。
ルーク
声 - ダニエル・ベッツ、日本語吹替 - 岩崎ひろし
ロムルスに搭乗していたアンドロイドの科学主任。エイリアンの強酸による影響で下半身は完全に損壊している。レインらに協力的な一面も見せるが、第一指令は「会社への貢献」であり、フェイスハガーに産卵された可能性の高いナヴァロを容赦なく切り捨てようともする。Z-01の確保が最優先であり、最終的にはレインらとも敵対し、ルネサンスに取り残され、運命を共にする。
『エイリアン』に登場したアッシュと同型のアンドロイドという設定であり、容貌および服装もほぼ同一である。アッシュを演じていたイアン・ホルムがすでに死去していることからも、声はエフェクトをかけたうえでベッツが演じているが、アルバレスによればルークを登場させたのはスコットの要望によるものであり、ホルムの遺産管理者や遺族に許可を取ったうえでディープフェイクなどのAI技術を活用して再登場させたという。
ゼノモーフ
演 - トレバー・ニューリン
『エイリアン』のビッグチャップから複製されたフェイスハガーから誕生した。また、ナヴァロから誕生した個体はビヨンによる電撃で顔面を損傷しており、終盤まで登場している。
オフスプリング
演 - ロバート・ボブロツキー
人間とゼノモーフのハイブリッド。名称は「子孫」の意味。誕生後、レインたちを見下ろすほどの巨体にまで急成長する。
フルCGではなく、2メートル31センチメートルもの高身長を持つバスケットボール選手であるボブロツキーによる着ぐるみで演じられている。

## スタッフ
- 監督：フェデ・アルバレス
- 脚本：フェデ・アルバレス、ロド・サヤゲス
- 製作：リドリー・スコット、マイケル・プラス、ウォルター・ヒル
- 製作総指揮：フェデ・アルバレス、エリザベス・カンティロン、トム・モラン（英語版）、ブレント・オコナー
- 撮影：ガロ・オリバレス
- 音楽：ベンジャミン・ウォルフィッシュ
- 編集：ジェイク・ロバーツ
- 視覚効果監修：エリック・バルバ
- プロダクションデザイン：ネイマン・マーシャル
- キャラクター創造：ダン・オバノン、ロナルド・シャセット
- 特殊造形（ゼノモーフ）：レガシー・エフェクツ
- 特殊造形（チェストバスター&エッグ）：スタジオ・ギリス
- 特殊造形（フェイスハガー&武器）：WETAワークショップ
- 製作会社：20世紀スタジオ、スコット・フリー・プロダクションズ、ブランディワイン・プロダクションズ

## ホームメディア
Discの販売とネット配信がされている。また、ディズニープラスでは2025年1月1日より配信されている。
- 『エイリアン:ロムルス』4K UHD+Blu-ray：2025年1月8日発売
- 『エイリアン:ロムルス』Blu-ray+DVD：2025年1月8日発売
- 『エイリアン:ロムルス』配信日（購入）：2024年11月8日配信
- 『エイリアン:ロムルス』配信日（レンタル）：2025年1月15日配信